# Лисьєполянська сільська рада
Ли́сьєполя́нська сільська рада (рос. Лисьеполянский сельский совет) — сільське поселення у складі Бузулуцького району Оренбурзької області Росії.
Адміністративний центр — селище Лисья Поляна.

## Населення
Населення — 829 осіб (2019; 818 в 2010, 905 у 2002).

## Склад
До складу сільської ради входять:
| Населений пункт       | Населення, осіб (2002) | Населення, осіб (2010) |
| --------------------- | ---------------------- | ---------------------- |
| Лисья Поляна, селище  | 459                    | 438                    |
| Покровка, село        | 162                    | 147                    |
| Рябцево, селище       | 136                    | 118                    |
| Свіжий Родник, селище | 35                     | 24                     |
| Тростянка, село       | 104                    | 91                     |
| Чуфарово, присілок    | 9                      | 0                      |